# Audició
Una audició és una actuació de mostra d'un actor, cantant, músic, ballarí o un altre intèrpret. Normalment l'intèrpret mostra el seu talent a través d'una peça de solista memoritzada i assajada o bé representant una obra o peça donada a l'intèrpret a l'audició o poc abans. En alguns casos, com per exemple amb un model o un acròbata, es pot demanar a l'individu que demostri una sèrie d'habilitats professionals. Es pot demanar als actors que presentin un monòleg. Els cantants interpretaran una cançó en un context de música popular o una ària en un context clàssic. Un ballarí presentarà una rutina en un estil específic, com ara el ballet, el claqué o el hip-hop, o mostrarà la seva capacitat per aprendre ràpidament una dansa coreografiada. anàloga a una entrevista de treball al mercat laboral habitual. En una audició, l'empresari prova la capacitat del sol·licitant per satisfer les necessitats del lloc de treball i avalua fins a quin punt l'individu prendrà instruccions i afrontarà els canvis. Després d'algunes audicions, després que l'intèrpret hagi demostrat les seves habilitats en un determinat estil d'actuació, el tribunal pot fer algunes preguntes que s'assemblen a les que s'utilitzen en les entrevistes de treball estàndard (per exemple, sobre disponibilitat).
Les audicions són necessàries per moltes raons al món de les arts escèniques. Sovint, les empreses o grups que fan servir fan audicions per seleccionar artistes per a propers espectacles o produccions. Una audició per a una oportunitat de representació pot ser per a una única representació (per exemple, fer un monòleg en un club de comèdia), per a una sèrie o temporada d'actuacions (una temporada d'una obra teatral de Broadway) o per a un treball permanent a l'organització que realitza (per exemple,, una orquestra o un grup de ball). Les audicions per representar oportunitats poden ser per a organitzacions aficionades, escolars o comunitàries, en aquest cas normalment no es pagarà als intèrprets. A més, les audicions s'utilitzen per seleccionar o seleccionar candidats per entrar a programes d'entrenament (escola de ballet o escola de circ); programes universitaris (B.Mus, M.Mus, MFA en teatre); beques i ajuts relacionats amb el rendiment; o bé per ser representat per una agència de talent o agent individual.

## Actors

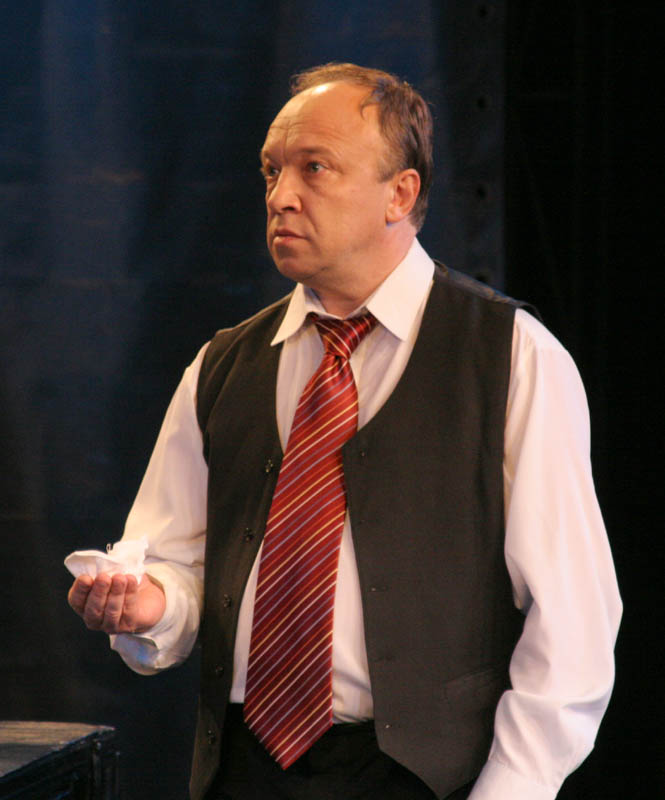
Per als actors, els monòlegs i els discursos són la "targeta de presentació" que utilitzen per demostrar les seves habilitats als directors de càsting.

Per als actors de teatre, cinema i televisió, l '"audició és un procés sistemàtic en què els professionals del sector prenen decisions finals de càsting. Els professionals de la indústria poden consistir en directors de càsting, productors, directors o representants d'agències ". Al cinema i a la televisió, l'audició s'anomena prova de pantalla i es filma de manera que el director o director del càsting pugui veure com apareix l'actor a la pantalla. Les audicions s'anuncien en els principals mitjans de comunicació (com ara diaris o ràdios), revistes i butlletins de la indústria (per exemple, les audicions per a músics s'anuncien al butlletí de notícies de la Federació Americana de Músics), llocs web d'audicions i a través d'agències de talent / càsting. Alguns intèrprets contracten un agent per poder aprofitar les connexions de l'agent amb directors de càsting i companyies d'arts escèniques. No obstant això, l'agent s'endurà una reducció (sovint del 10 al 20%) dels guanys de l'intèrpret. Tot i que el talent d'un actor inclou criteris crucials en el procés de càsting, es presta una atenció gairebé igual al "tipus" d'un actor (una combinació de personalitat, aparença i intuïció general de càsting) segons calgui per a una producció particular.
Els actors que seleccionen una peça d'audició poden seleccionar un monòleg d'un personatge proper a la seva edat. Poden portar roba neutra que permeti la llibertat de moviments. Els auditors poden evitar superar el límit de temps indicat. Per convenció, alguns actors opten per no dirigir el seu discurs al tribunal d'audició si fan una audició a l'escenari. En alguns casos, el tribunal d'audició pot sol·licitar que l'auditori interactuï amb ells (per exemple, un director pot demanar a l'actor que parli les línies mentre mira directament al director). Un actor que fa una audició pot escalfar-se abans de l'audició, com ho faria un atleta, tot i que amb un actor, un escalfament pot incloure exercicis vocals a més d'estirar. Igual que amb qualsevol entrevista fora del món de les arts escèniques, un auditor pot vestir-se bé. Fins i tot si l'auditor no té roba cara, es pot acceptar roba senzilla si és neta i de bona qualitat. Els auditors saben que els directors de càsting també es plantegen "si l'actor serà fàcil de treballar o no, que sàpiguen el que fan i que puguin agafar bé la direcció".
Les peces d'audició no sempre provenen de l'espectacle pel qual s'està considerant l'actor; un actor que vulgui ser escollit a Hamlet no pot fer un monòleg d'aquesta obra. La majoria dels intèrprets tenen una sèrie de peces d'audició i seleccionen alguna cosa adequada; un actor que faria proves per a Hamlet tindria a punt un monòleg dramàtic shakespearià i no interpretaria un monòleg d'una comèdia d' Oscar Wilde o d'un dramaturg contemporani. Algunes audicions impliquen llegir en fred o interpretar un guió que l'actor no coneix. Les audicions sovint comporten monòlegs o discursos, però no sempre. En alguns casos, es demana a un auditor que llegeixi una escena (amb una segona persona que llegeixi l'altre personatge).
Per a la majoria de les audicions, s'espera que els auditors portin una fotografia professional de 8 x 10 anomenada “cop al cap” i un currículum que indiqui la seva experiència i formació com a actor. Els actors poden portar còpies addicionals del pla i reprendre el cap, en cas que hi hagi membres addicionals de l'equip de càsting presents a l'audició. L'agent o empresa de càsting pot "tornar a trucar" a un auditor dies, setmanes o fins i tot mesos després de l'audició inicial per a una segona audició. En una audició important per a una empresa professional, els terminis es compleixen estrictament. Es pot donar un moment a un intèrpret de teatre musical per indicar el tempo a l'acompanyant de piano i indicar el seu nom i número d'audició al tauler d'audició. Aleshores, un cop l'auditori comença a actuar o a cantar, el rellotge comença a funcionar. Un zumbador sona quan s'acaba el límit de temps, que pot ser d'un minut i mig, dos minuts o tres minuts, segons la companyia. En aquest punt, s'espera que l'auditat s'aturi i marxi per alliberar l'escenari del proper auditor.
Just abans de l'audició, el director de càsting pot donar noves instruccions que no figuraven a la publicitat; per exemple, a causa de restriccions de temps, el límit de temps per als monòlegs es pot reduir a la meitat o es poden reduir les seleccions vocals. Els actors saben que és important que segueixin aquestes instruccions d'última hora i que no es vegin "desequilibrats" per aquests canvis. En una audició, un director pot demanar canvis en el lliurament de les línies o en altres aspectes de la representació. L'objectiu pot ser veure si l'auditat és versàtil o perquè el director no està d'acord amb l'enfocament inicial utilitzat per l'auditor. En qualsevol dels dos casos, el comportament de l'auditor és important; si l'auditor és cooperador en fer els canvis, demostra que serà fàcil treballar amb ell. Si es proporciona un guió prèviament, els actors sovint intenten memoritzar el màxim possible, ja que això demostra que han preparat i els permet mirar cap amunt del guió i mostrar més les seves expressions facials.
Les audicions de cinema són diferents de les de teatre. Per a les audicions de pel·lícules, els actors i les actrius tenen "costats" que sovint són algunes pàgines del guió amb els papers per als quals estan provant. Aquests bàndols es donen sovint als actors 1-3 dies abans de l'audició.
El 2015, la disponibilitat generalitzada de càmeres de vídeo relativament econòmiques ha fet possible la realització de gravacions de vídeo d'audicions. Per trobar el seu talent, els directors de càsting poden sol·licitar audicions de vídeo a actors i actrius d'un estat o país diferent.

## Música

### Música popular

#### Instrumentistes

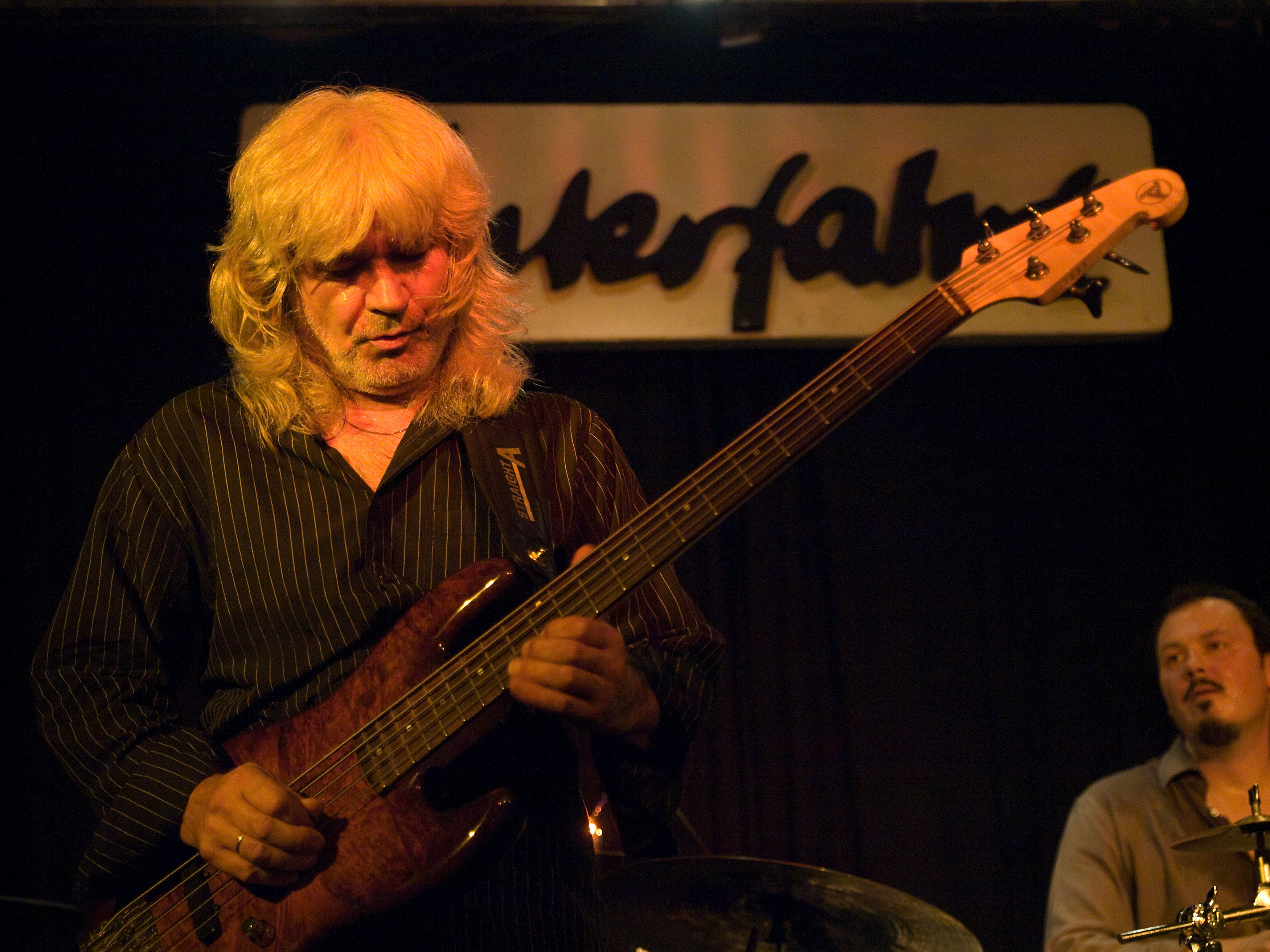
Es pot demanar a un baixista que faci una audició per a una banda de pop que toqui línies de baixos de diferents estils.

En alguns estils de música, com ara les bandes escèniques orientades al jazz, es pot demanar als instrumentistes que vegin la lectura de música impresa a diversos nivells de dificultat. En grups de jazz, es pot demanar als auditors que interpretin peces estàndard (per exemple, un estàndard de jazz com ara "Ara és el temps") amb un conjunt. De la mateixa manera, en una banda de rock o blues, es pot demanar als auditors que toquin un estàndard de rock o blues. Es demanarà a un auditor per a un rol de secció rítmica (guitarra rítmica, baix elèctric, bateria, etc.) que toqui una sèrie d'estils o sentiments estàndard que s'utilitzen en un estil determinat. Per exemple, a un bateria que sol·liciti tocar en una banda de jazz se li pot demanar que toqui una balada lenta, un "estàndard" mitjà i un estil de swing amb ritme elevat. Es pot demanar a un baixista que faci una audició per a una banda de pop que toqui amb una Bassline estil Motown, una línia sincopada de funk "bufetant" dels anys 70 i una línia de baix estil reggae. Es pot esperar que una persona que faci una audició per a un paper com a membre de la secció rítmica en alguns estils de música pugui demostrar la seva capacitat per actuar com a cantant secundari.
Un intèrpret que provi un paper d'instrument solista o “principal” normalment realitzarà solos preparats que mostrin una gran varietat d'habilitats, inclosa la capacitat d'interpretar una melodia amb sensibilitat i expressió; la capacitat de reproduir passatges virtuosos; i, en alguns estils (per exemple, jazz de fusió o blues), la capacitat d'improvisar una melodia sobre una progressió d'acords. En alguns gèneres populars, es fa relativament menys èmfasi en la "presència escènica" i el moviment a l'escenari, com ara el jazz clàssic o la música country tradicional dels anys cinquanta. En aquests estils, se centra més el so de la música i l'expressivitat de l'intèrpret amb la seva veu o instrument. En altres gèneres, com el " shred de guitarra " del heavy metal o el punk hardcore, pot ser molt important que un intèrpret pugui moure's de manera dramàtica a l'escenari. Una de les diferències entre les audicions instrumentistes en estils de música rock i els estils clàssics és que, en un context de rock, s'espera que els intèrprets hagin memoritzat la major part o la totalitat de la música. En un context clàssic, la major part o la totalitat de la música es llegeix a partir de partitures (amb l'excepció d'un moviment de suite de Bach en solitari o d'un moviment de concert en solitari).

#### Cantants

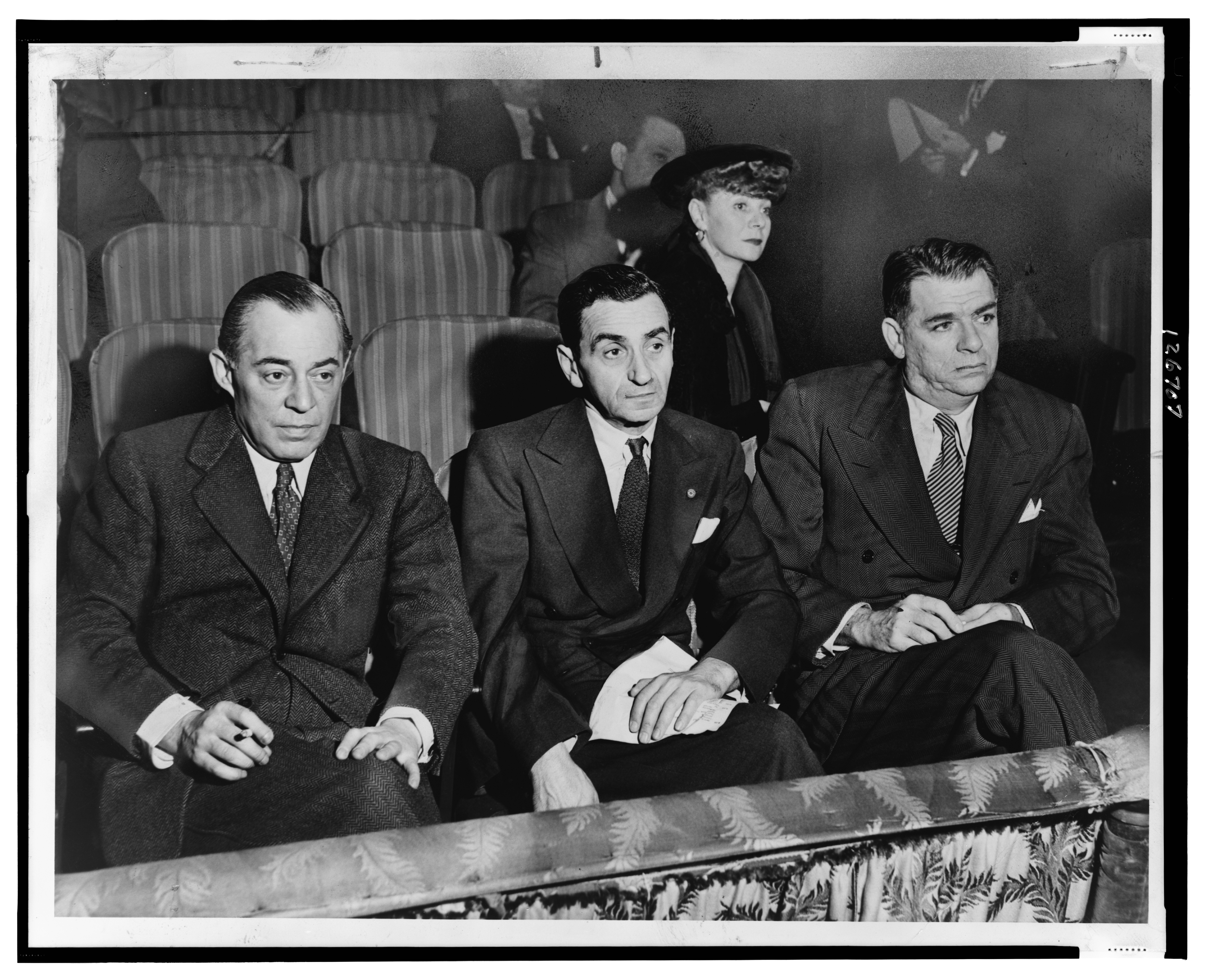
Irving Berlin, Rodgers i Hammerstein i Helen Tamiris veient audicions de teatre musical

Per al rock, el country i altres formes de música popular, les audicions s'utilitzen per comprovar la capacitat d'un instrumentista o cantant per interpretar un estil de música específic o diversos estils. Un cantant que audicionés per a un paper en una producció de teatre musical no necessitaria, llevat que s'indiqui el contrari, cantar òpera o música country, i un músic que faci una audició per a un seient en una orquestra no interpretaria rock. De vegades, una audició de teatre musical pot exigir a l'intèrpret que canti una cançó del gènere al qual pertany el musical. Per exemple, se li pot demanar a un cantant que audita Destry Rides Again que canti una cançó estàndard del country-western. Es pot demanar a una persona que faci una audició per a The Rocky Horror Show que canti una cançó de rock estàndard. A més, en alguns casos, una audició pot requerir que un intèrpret demostri peces de diversos estils. Un grup de hard rock que faci una audició a un cantant nou pot sol·licitar que l'individu interpreti cançons del heavy metal i estils relacionats com el blues rock. Un grup de pop o rock que estigui seleccionant un nou cantant que hagi reduït el nombre de sol·licitants fins als dos o tres millors cantants pot comprovar com actuen els cantants en espectacles en directe fent alguns concerts en directe amb cada cantant convidat. Això permet a la banda veure com actua el cantant en un concert complet de diverses hores, incloent el grau de relació entre el cantant i el públic, com afrontar els inevitables problemes que es produeixen en la música en directe (per exemple, falles de micròfons o mal funcionament de les llums dels escenaris)), i mantenen la seva resistència vocal fins al final del vespre.

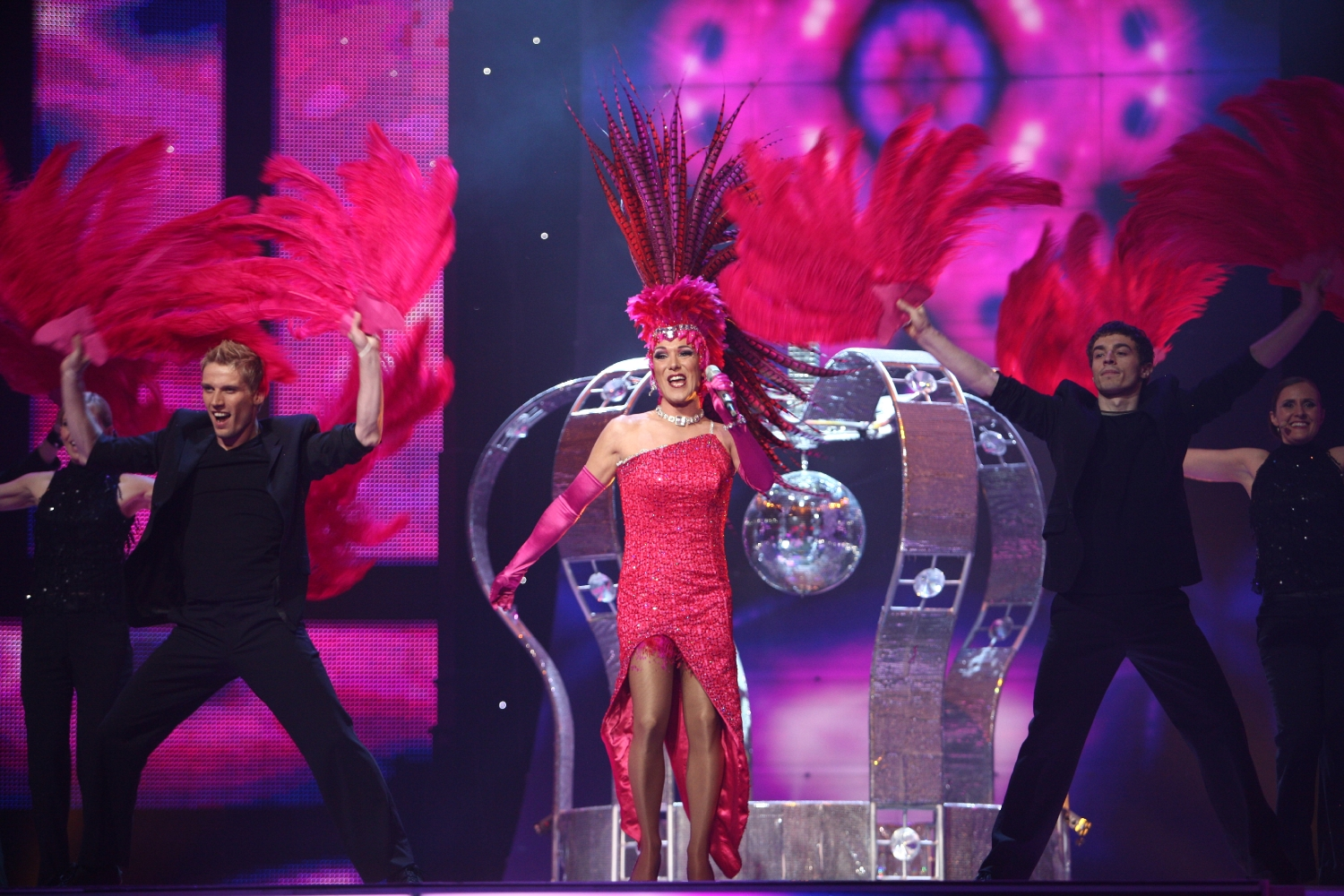
Una concursant del concurs d'Eurovisió intenta impressionar els jutges en la seva audició en directe

Per a papers més petits en una gran producció de teatre musical, es fan audicions massives en què apareixen molts intèrprets inexperts o aspirants, la majoria sense agents. Es coneixen popularment com a "crides de bestiar", ja que els aspirants sovint es mantenen junts en una gran sala. El musical A Chorus Line representa aquest tipus d'audicions. American Idol també audita els seus aspirants a vocalistes mitjançant aquesta tècnica, ja que hi ha tantes audicions. Al teatre musical i als estils de música pop per als quals el ball a l'escenari forma part de l'actuació (per exemple, hip hop), els cantants que fan una audició vocal també poden demanar que demostrin que poden ballar cantant. En alguns grups de música populars, com ara una banda de rock, es pot esperar que un cantant secundari pugui tocar un instrument mentre canta, com ara tocar una part de guitarra rítmica simple o tocar un instrument de percussió (per exemple, pandereta o congas). Tot i que la capacitat de cantar en diversos idiomes amb la dicció i la pronunciació adequades s'associa més a la música clàssica que a la música popular, hi ha alguns estils populars on s'esperen diversos idiomes, inclosos els estils de jazz llatí com Bossa Nova (es poden demanar cançons portugueses) ; Tango (es poden demanar cançons espanyoles); música folk (es poden demanar cançons franceses); i música celta (es poden demanar cançons irlandeses).

### Música clàssica
En música clàssica, les audicions s'utilitzen per seleccionar candidats a llocs com a instrumentistes en grups de cambra o orquestres o com a solistes, i per seleccionar cantants per a llocs com a membres d'un cor o com a intèrprets solistes. En música clàssica, les audicions també s'utilitzen per seleccionar candidats per a ingressos a programes de formació, programes o titulacions universitàries o del conservatori i activitats de formació de festivals (per exemple, campaments d'estiu clàssics). En comparació amb alguns tipus d'audicions de música popular, les audicions clàssiques solen ser molt més formals. Per tradició, l'intèrpret pot portar esmòquing o vestit formal i els jutges poden seure darrere d'un escriptori i escriure comentaris als porta-retalls.

#### Instrumentistes
En música clàssica, cada instrument o tipus vocal té un repertori de música estàndard que sol ser sol·licitat a les audicions. Normalment se sol·licita als instrumentistes en un context orquestral que interpretin fragments de la literatura orquestral, incloent-hi sols exposats i parts "tutti" que són particularment exigents. Les audicions orquestrals se solen fer davant d'un panell que inclou el director, el Concertmaster i diversos actors principals de l'orquestra. Als Estats Units des de la Segona Guerra Mundial, les audicions d'orquestra professional sovint inclouen un representant sindical d'un músic, que assegura que l'audició s'executa de manera justa. Es pot utilitzar una pantalla de tela en algunes etapes del procés d'audició, per protegir el panell d'audicions d'al·legacions de favoritisme o sexisme.
A Alemanya, Àustria i Suïssa de parla alemanya, tota l'orquestra (tots els membres titulars) vota els auditors dels músics, amb la secció on s'incorporaria el músic (i de vegades el director) amb veto.
Una audició orquestral normalment estableix una llista de fragments orquestrals que cada intèrpret ha de preparar. A més, cada intèrpret toca un moviment d'una sonata o concert que es pot interpretar amb acompanyament de piano. Quan l'intèrpret toca fragments orquestrals, se li pot donar un tempo o se li pot demanar que segueixi els gestos del director.
Les audicions orquestrals es fan sovint en diverses etapes, per tal de filtrar els candidats i reduir aquells que tenen menys probabilitats de satisfer les necessitats del lloc de treball. Un gran nombre de sol·licitants sol·liciten un lloc d'orquestra professional. A continuació, el gerent de personal de l'orquestra selecciona els candidats més prometedors en funció de l'experiència i la formació indicades als currículums dels sol·licitants (i, en alguns casos, en funció de la capacitat interpretativa demostrada en una gravació del sol·licitant).
Aquest primer "tall" d'auditors es realitza al davant del tauler d'audició. Normalment en una orquestra professional, això requeriria la interpretació de fragments que representessin desafiaments estilístics i tècnics extrets del repertori típic d'aquesta orquestra. Es convida als candidats més prometedors a tornar a fer una segona o tercera ronda d'audicions, cosa que permet al director i al tribunal comparar els millors candidats. Es pot demanar als intèrprets que vegin música orquestral.
Si un candidat té èxit en passar l'audició, normalment té lloc un període de prova de diversos mesos a un any que permet al director principal i als jugadors principals veure si la persona pot funcionar bé en un entorn de rendiment real.

#### Cantants
Hi ha un repertori estàndard de literatura vocal per a cada tipus de veu (per exemple, soprano, alt) que s'utilitza a les audicions per a cantants. Cada subtipus d'activitat vocal té un repertori d'audició estàndard separat (per exemple, cors, òperes, etc.)). S'espera que una persona que faci una audició per a un paper en un cor sigui capaç de veure parts corals llegides. En les audicions d'òpera, s'espera que un cantant demostri la seva capacitat per interpretar els moviments associats a les lletres de l'ària, que poden incloure fingir que moren per una punyalada, imitant una activitat (per exemple, abocar vi), o fent una rutina senzilla de ball. S'espera que els cantants corals i d'òpera siguin capaços de seguir els gestos d'un director pel que fa a l'expressió i el tempo. Com que els micròfons no s'utilitzen en la majoria d'actuacions de música clàssica, el panell d'audició avaluarà la capacitat de les auditories per projectar un to vocal fort i ple d'habitacions. En música clàssica, a més de jutjar la capacitat de cantar (per exemple, to, entonació, etc.), el tribunal d'audició jutjarà la capacitat del sol·licitant d'utilitzar la dicció i pronunciació adequades dels principals idiomes utilitzats en la música artística: alemany, italià, i francès. Altres idiomes en què es pot demanar que sol·licitin el sol·licitant són l'anglès, el castellà, el portuguès i el llatí.

## Teatre musical
Al teatre musical, una audició estàndard consisteix en dues seleccions de cançons de setze mesures, que contrasten en estil, intenció, personatges, període o totes les anteriors. Normalment també hi ha una part del monòleg, on es demana a l'actor que faci un monòleg d' un minut. Gairebé sempre cal un tir al cap i un currículum. Tot i que les audicions varien segons el teatre, el programa o l'espectacle, aquesta fórmula es considera "la norma" al món del teatre musical. L'objectiu d'una audició és doble. Pràcticament, els intèrprets auditen per obtenir una devolució de trucada. Les "devolucions de trucada" o audicions de devolució de trucada permeten a l'equip artístic avaluar les habilitats d'un artista d'acord amb personatges específics. Durant la devolució de trucada, el grup ha seleccionat un candidat perquè ha assenyalat el seu potencial per a determinades parts. Com a tal, durant una audició de devolució de trucada, es demana al candidat que canti les cançons interpretades per certs personatges o que llegeixi les seves línies. La primera audició no és una plataforma per vendre’s com a personatge en particular. Les audicions específiques del personatge tenen lloc durant les devolucions de trucada. En canvi, la primera audició és una oportunitat perquè l'intèrpret mostri les cançons que millor fa.

## Dansa

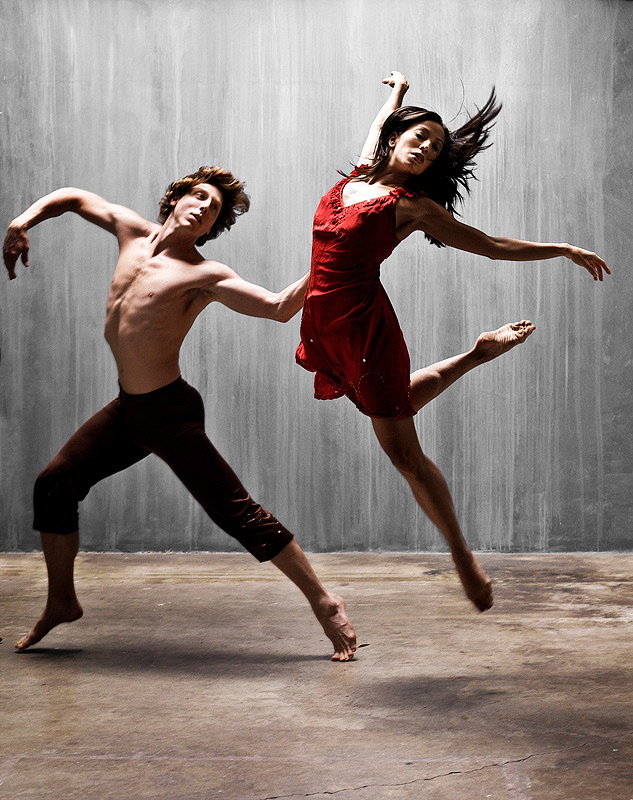
Dos ballarins que realitzen dansa moderna, un estil en què es pot demanar als intèrprets que demostrin moviments improvisats en una audició.

Hi ha molts tipus d'audicions de ball per a diferents llocs d'actuació. Les companyies de dansa contracten empleats per a espectacles de ballet i dansa moderna. Les companyies de Broadway contracten ballarins per a musicals tradicionals (Rodgers i Hammerstein) i musicals de ball més moderns (per exemple, Fame and Grease). Casinos, complexos turístics, parcs d'atraccions i creuers contracten ballarins per a espectacles amb revistes que poden anar des de la dansa jazz fins al hip-hop. Per a aquests espectacles, poden ser necessàries algunes habilitats de còpia de seguretat o d'actuació. Els productors de concerts de música pop i els productors de vídeos de música pop recluten ballarins per actuar a l'escenari durant els concerts o durant els vídeos. Per als concerts de pop en viu, és possible que els balladors de l'escenari tinguin que cantar còpies de seguretat senzilles. Els productors de cinema i televisió també contracten ballarins per a rodatges a curt termini; tot i que un ballarí només pot obtenir diversos dies de feina d'una pel·lícula o programa de televisió, és possible que hi hagi pagaments residuals. La majoria de les audicions especifiquen quin tipus d'habilitats de ball calen (per exemple, clàssic, pointe, contemporani, jazz, hip-hop, etc.)). En el cas de la dansa moderna, algunes companyies de dansa demanen als aspirants que demostrin la seva capacitat per improvisar moviments de dansa.

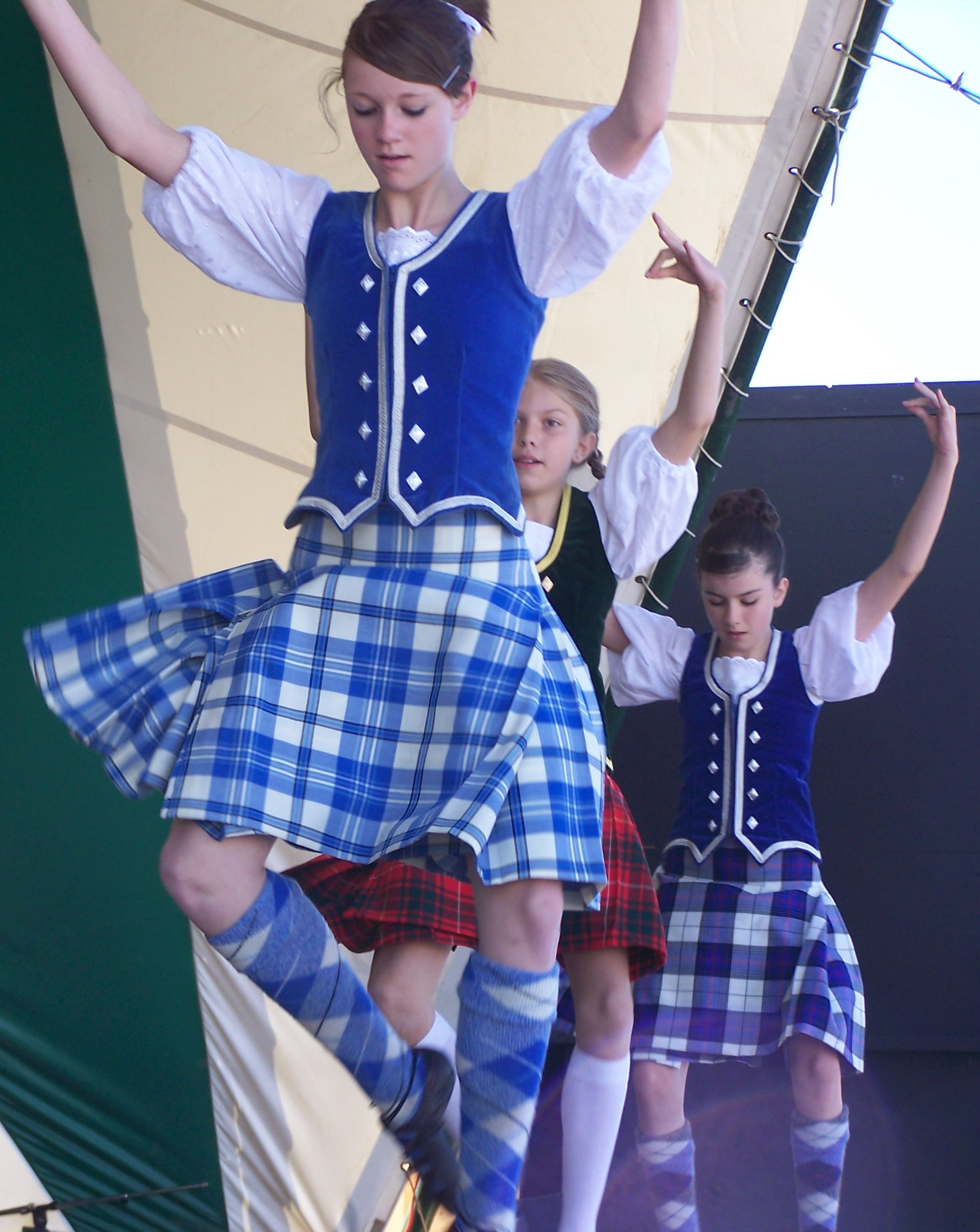
Aquests ballarins de la companyia Braziers estan realitzant ball a Highland, un estil en què els auditors han de demostrar un alt grau de tècnica i la capacitat d'aprendre ràpidament nous passos.

Moltes audicions de ball posen a prova la capacitat dels aspirants a aprendre noves coreografies en un breu període, en lloc de mostrar un treball preparat. En altres casos, també es pot requerir una peça curta preparada en solitari (aproximadament 90 segons). Els sol·licitants seran instruïts en una rutina o patró tècnic en una sessió grupal. Algunes audicions requereixen que els sol·licitants hagin completat la formació en una escola o conservatori de dansa reconeguts i, en alguns casos, es pot sol·licitar als auditors que portin una carta de referència d'un professor de dansa o d'un director de companyia de dansa (especialment en el cas de ballarins joves amb poca experiència professional).). En algunes audicions, es demana als sol·licitants que facin una breu declaració verbal sobre els seus objectius de ball o sobre per què volen unir-se a la companyia. Els auditors han d'assegurar-se que coneixen els termes principals de la dansa, perquè els jutges poden demanar que es demostrin certs moviments de dansa.
Sovint es demana als ballarins que portin una o dues fotografies, com ara una "foto al cap" i una foto de cos sencer del sol·licitant en una actitud de ball. La roba que els auditors han de dur a les audicions varia. En algunes audicions, en particular les audicions clàssiques, hi ha un estricte codi de vestimenta: els sol·licitants porten leotards de ball i sabates de punta i els cabells llargs es lliguen enrere. Altres audicions de ball especifiquen roba fluixa. Per a algunes audicions de dansa contemporània, els sol·licitants han de ballar descalços. En alguns rols de teatre musical, els sol·licitants han de portar sabates de claqué per demostrar les seves habilitats de ball de claqué. Algunes audicions on hi ha un gran nombre de candidats requereixen que els intèrprets portin un número fixat a la samarreta, de manera similar als corredors de marató. D'aquesta manera, si el director del càsting veu un ballarí excepcional, pot prendre nota del número. A menys que les joies o el maquillatge siguin una part esperada de l'aparició d'un ballarí en un estil de ball determinat, els auditors de dansa generalment eviten les joies i el maquillatge.
En el teatre musical i la música pop, hi ha un gran encreuament entre papers de ball i de cant. S'espera que gairebé tots els ballarins del teatre musical i molts balladors de la música pop tinguin una certa capacitat de cant com a cantant secundari (cantant parts d'harmonia per acompanyar els vocalistes solistes). En casos més rars, se'ls demanarà als ballarins que demostrin la capacitat de tocar un instrument musical (per exemple, la guitarra), ja que hi ha alguns espectacles en què alguns dels actors-ballarins han de tocar instruments a l'escenari, com l' Thpera Threepenny. Al teatre musical, també hi ha sovint un encreuament entre els papers de ball i d'actuació. Es pot esperar que els ballarins puguin assumir un paper actoral i dir línies (sovint en un paper secundari).
Algunes companyies de dansa importants tenen "convocatòries obertes" un cop l'any, en què qualsevol o gairebé qualsevol sol·licitant pot venir a demostrar les seves habilitats de ball. En aquestes convocatòries obertes, un coreògraf ensenya a tot el grup de sol·licitants una rutina de ball i, a continuació, el grup de ballarins realitza la rutina mentre els jutges avaluen la seva actuació. Pot ser difícil per a un bon ballarí fer-se notar pels jutges d'un grup tan nombrós de ballarins. Per aquest motiu, alguns entrenadors de dansa animen els seus estudiants a portar roba de sortida i coses brillants per destacar, de manera que el ballarí cridarà l'atenció personal durant la seva audició. Per a qualsevol entrevista d'audició, els ballarins haurien d'enviar amb antelació el currículum i el tret al cap al director de la companyia.

## Circs i parcs d'atraccions

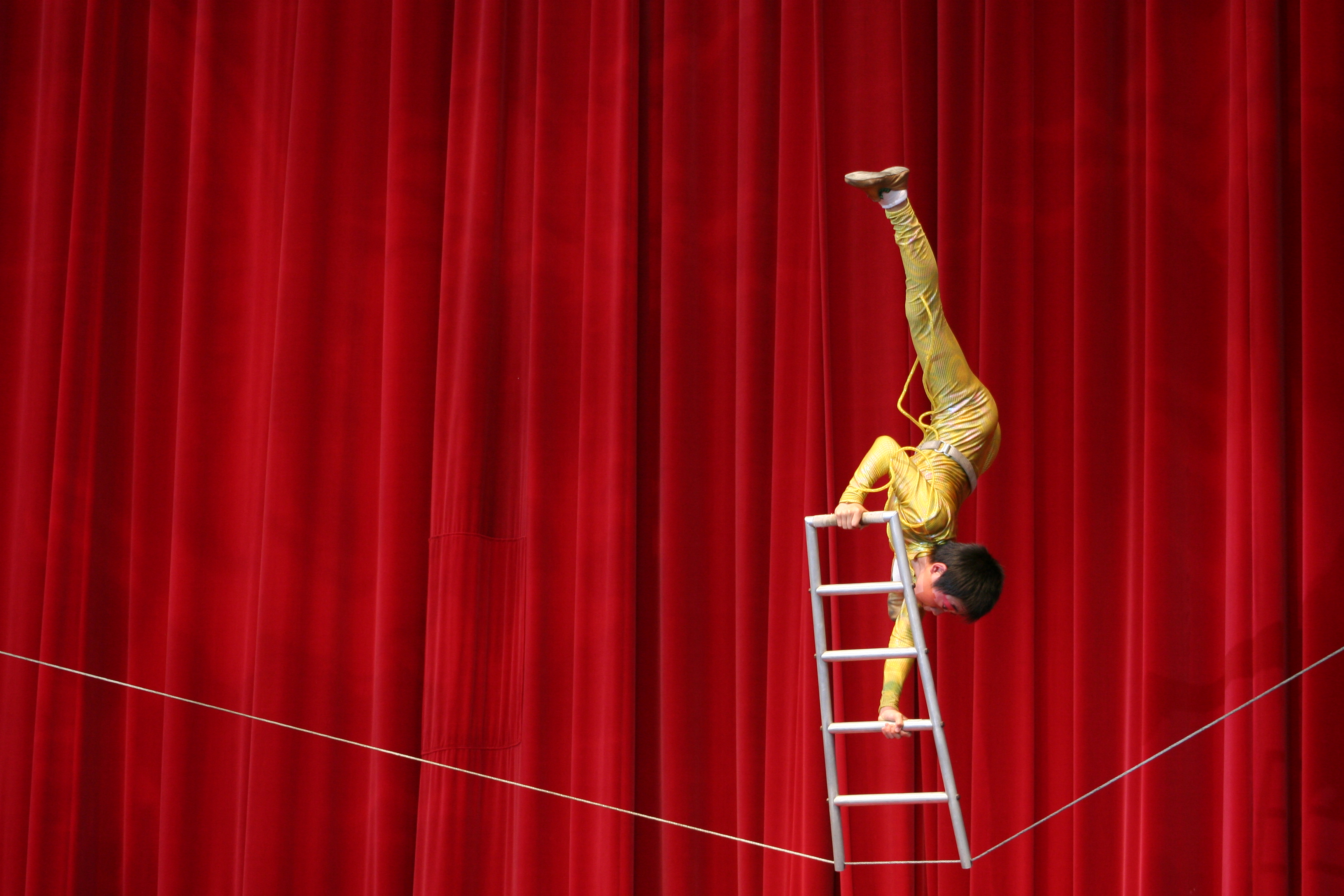
Un fil conductor alt per un acròbata

Els intèrprets que realitzen proves de parcs d'atraccions a tot el món solen ser vistos per un o més directors de càsting en una sala d'assaig o en una gran instal·lació. La majoria de les audicions del parc temàtic, com altres audicions, estan tancades al públic. Això vol dir que ningú no pot entrar a la sala d'audicions que no faci proves. Es demana als vocalistes de les audicions de Disney que preparin dues seleccions vocals separades d'estils contrastats. Els cantants no canten les cançons senceres; en canvi, només necessiten cantar els millors 16 compassos de cada cançó. Disney proporciona un acompanyant de piano per a totes les audicions vocals, de manera que els cantants han de portar partitures amb la tecla correcta. Disney no permet cap acompanyament enregistrat prèviament. Els directors de càsting també poden demanar als auditors que aprenguin música addicional o que aprenguin una combinació de moviments. Disney Parks & Resorts emet intèrprets per a parcs temàtics, complexos turístics i creuers.
Al Cirque du Soleil, segons la disciplina d'un intèrpret, l'audició pot durar una hora, un dia o fins i tot dos dies. Depenent de la disciplina d'un intèrpret, pot ser que hagi de realitzar una presentació en solitari davant del grup de participants i / o participar en exercicis individuals i grupals després de la presentació en solitari. Es roden les audicions del Cirque du Soleil.

## Modelatge

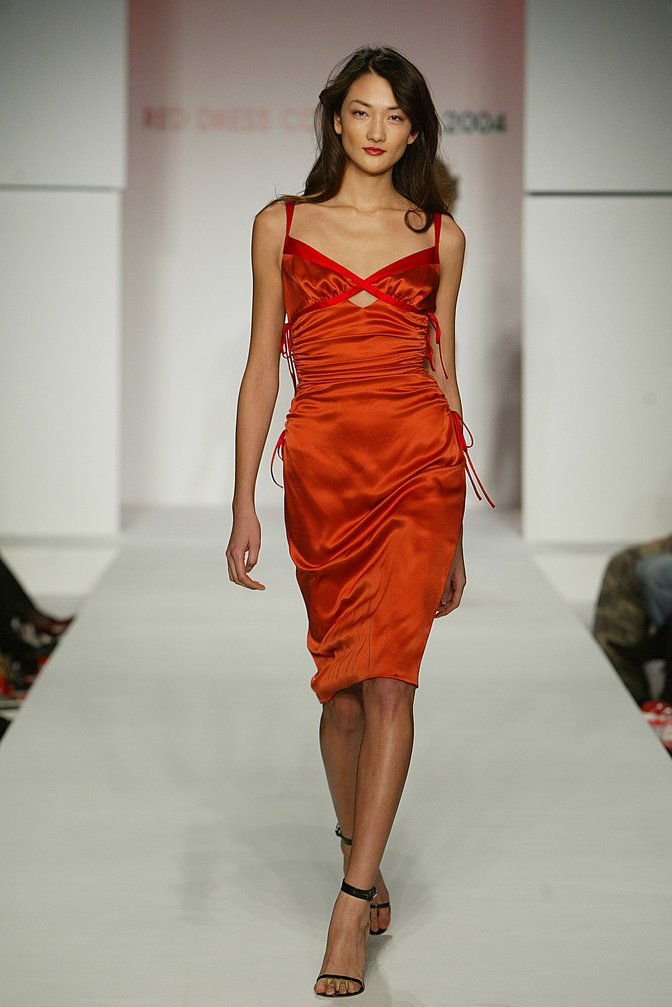
Model de modelatge Ai Tominaga a la col·lecció Red Dress 2004 de la campanya Heart Truth

Les agències de models i altres organitzacions que cerquen models, com ara dissenyadors de moda i agències de publicitat, també fan servir audicions per seleccionar i seleccionar candidats potencials. Els models femenins aspirants a la majoria de rols de la indústria de la moda han de ser adolescents o principis dels vint i ser alts i prims. Tot i que hi ha "nínxols de mercat" per a models no esvelts ("models de mida més gran" i "models de la vida real" que modelen roba per a catàlegs de roba de mercat mitjà), la majoria de models femenins han de ser prims i entre 108 i 125 lliures Els homes joves que aspirin a models han de tenir entre 18 i 25 anys, alts i en forma. Tot i que els models masculins que són seleccionats a les audicions de modelatge poden acabar tenint carreres professionals que durin més enllà dels 25 anys (fins i tot als 40 anys), les agències de modelisme prefereixen reclutar nous models entre 18 i 25 anys. La majoria de models treballen amb un agent que organitza audicions, reserves i negocia honoraris. En una audició, els agents de càsting demanaran al model que demostri diferents postures, que un fotògraf pot gravar amb una càmera digital.
Per a les audicions d'alta moda, es pot demanar al model que demostri l'estil de passarel·la de modelar roba en una pista elevada. En la majoria de les audicions de modelatge, els models porten roba bastant senzilla que permetrà als agents de talent imaginar el model amb diferents peces. Normalment, un model porta roba força abraçada, de manera que els jutges poden veure el tipus de cos del model. Algunes agències de models auditen un gran nombre de models aspirants en una "convocatòria oberta", en la qual els agents consideren els sol·licitants de menys d'un minut aproximadament cadascun. Algunes agències fan cerques de models, que és un tipus de concurs de bellesa en què els sol·licitants auditen per l'oportunitat de guanyar una cartera de models o una sessió de fotos.